# Ivanka Elizabeta Kremžar
Ivana Kremžar, sestra Marija Elizabeta (tudi Ivana Kremžar, mati Marija Elizabeta), slovenska redovnica, pesnica in pisateljica, * 17. april 1878, Ljubljana, † 14. marec 1954, Škofja Loka.
Kremžarjeva je bila redovna predstojnica. Pisala je meditativne religiozne pesmi. Ritmika njenih pesmi je gladka in zvočna, čustvovanje je preprosto in iskreno, verske resnice pa izraža z osebnim pogledom. S pesmimi je v začetku sodelovala v verskih časopisih, kasneje pa je izdala več zbirk: Iz moje celice I (1916), Cvetje na poti življenja (1919), Iz moje celice II (1923), Slava sveti Hostiji (1935). Kot eno osrednjih religioznih pesnic jo je France Vodnik uvrstil v antologijo Slovenska religiozna lirika (1928 in 1940).
Kremžarjeva je pisala tudi meditacije v prozi katere so izšle v dveh knjigah: Srčni rubini svete Male Terezije (1927) in Bog, vir življenja (1964).